# پانرا
پانرا یک سرده از زیرتیرهٔ مورچه‌های کمرباریک است. این نام (Ponēra) شکل لاتینی‌شده از ponira یونانی باستان است. (πονηρά، به معنی پست یا بدبخت).